# Condé-sur-Risle
Condé-sur-Risle är en kommun i departementet Eure i regionen Normandie i norra Frankrike. Kommunen ligger i kantonen Montfort-sur-Risle som tillhör arrondissementet Bernay. År 2022 hade Condé-sur-Risle 656 invånare.

## Befolkningsutveckling
Antalet invånare i kommunen Condé-sur-Risle
Referens:INSEE